# Райт, Ральф
Ральф Уолдо Райт (англ. Ralph Waldo Wright; 17 мая 1908 — 31 декабря 1983) — американский сценарист, режиссёр и актёр озвучивания, работавший на студии Дисней. Наиболее известен по озвучиванию персонажа Иа-Иа в диснеевских мультфильмах о Винни-Пухе.
Райт пришёл на студию в 40-х годах. Благодаря своему угрюмому характеру и басистому голосу, он стал естественной моделью ослика Иа, когда производство мультфильмов о Винни-Пухе только начиналось. Был одним из первых на студии, кто предлагал шутки для мультфильмов, основные сюжетные линии и использование доски, на которую прикалывались эскизы сцен.
Последние 30 лет своей жизни провёл в Лос Осос. Умер в своём доме от сердечного приступа.

## Работы

### Режиссёр
- 1954 — Сиам – страна и люди
- 1957 — Перри

### Актёр озвучивания
- 1966 — Винни-Пух и медовое дерево — Иа-Иа, сценарий
- 1968 — Винни-Пух и день забот — Иа-Иа, сценарий
- 1977 — Множество приключений Винни-Пуха — Иа-Иа, сценарий
- 1983 — Винни-Пух и день рождения Иа — Иа-Иа, сценарий

### Сценарист
- 1944 — Три кабальеро
- 1946 — Песня Юга
- 1953 — Питер Пэн
- 1955 — Леди и Бродяга
- 1959 — Спящая красавица
- 1967 — Книга джунглей (мультфильм)
- 1970 — Коты Аристократы
- 1971 — Набалдашник и метла